# Johann Carl Müller (Jurist)
Johann Carl Müller (* 9. September 1766 in Karlsruhe; † 20. August 1834 ebenda; evangelisch) war ein seit 1794 im badischen Staatsdienst stehender Jurist und Kreisrat, vergleichbar mit einem heutigen Regierungspräsidenten.

## Familie
Johann Carl Müller war der Sohn des Buchbinders Christian Andreas Müller in Karlsruhe und der Marie Elisabeth geborene Burkhardt. Er heiratete Margarethe Salome geborene Herzberg. Sein Bruder war der Verleger und Gründer des C.F. Müller Verlag, Christian Friedrich Müller.

## Laufbahn
Nach dem Studium der Rechtswissenschaften wurde Müller 1794 außerordentlicher Hofgerichtsadvokat in Karlsruhe und von 1803 bis 1806 war er Oberamtsrat beim Obervogteiamt Biberach. Am 23. Oktober 1807 wurde er Regierungsrat in Freiburg und ab Dezember 1809 Kreisrat des Seekreises in Konstanz. Zum 23. April 1810 wurde er Oberamtmann beim Bezirksamt Müllheim und ab 1814 erster Beamter des Kriminal- und Oberamts Durlach, wo er am 15. Januar 1816 zum Obervogt befördert wurde. Am 20. Oktober 1820 wurde er Geheimer Referendär und Mitglied der Justizsektion im Staatsministerium. Am 17. Januar 1822 wurde Müller Mitglied des neu geschaffenen Obersten Justiz-Departements, wo er zum 18. Dezember 1830 zum Geheimen Rat ernannt wurde.

## Auszeichnungen
- 1829 Ritterkreuz des Zähringer Löwen-Ordens